# دارين ديتز
دارين ديتز هو لاعب هوكي الجليد كندي، ولد في 17 يوليو 1993 في مدسين هات في كندا.

## وصلات خارجية
- دارين ديتز على موقع دوري الهوكي الوطني (الإنجليزية)
- دارين ديتز على موقع EliteProspects.com (الإنجليزية)
- دارين ديتز على موقع HockeyDB.com (الإنجليزية)
- دارين ديتز على موقع Hockey-Reference.com (الإنجليزية)